# Río Varas
El río Varas es un río del sur de España perteneciente a la cuenca hidrográfica del Guadalquivir, que discurre en su totalidad por el territorio del nordeste de la provincia de Córdoba. 

## Curso
El Varas nace en Sierra Morena, en el término municipal de Villanueva de Córdoba. Realiza un recorrido primero en dirección oeste-este y posteriormente en dirección norte-suroeste a lo largo de unos 33 km. En el paraje de Cuerda del Cerero recibe al río de las Víboras y a su paso por los montes comunales de Adamuz se le une el arroyo de la Marquesa y más delante el río Matapuercas. Desemboca en el embalse del Guadalmellato, en el término de Adamuz. Integra la vertiente más oriental de la cuenca del Guadalmellato.